# Eriosema pumilum
Eriosema pumilum är en ärtväxtart som beskrevs av Bernard Verdcourt. Eriosema pumilum ingår i släktet Eriosema och familjen ärtväxter. Inga underarter finns listade i Catalogue of Life.